# Asplenium seileri
Asplenium seileri är en svartbräkenväxtart som beskrevs av Charles Dennis Adams. Asplenium seileri ingår i släktet Asplenium och familjen Aspleniaceae. Inga underarter finns listade.